# Карнаухов, Михаил Михайлович (металлург)
Михаил Михайлович Карнаухов (1892—1955) — советский учёный-металлург, академик АН СССР (1953).

## Биография
Родился в 1892 году в семье военного — М. М. Карнаухова, участника Первой мировой войны.
В 1914 году окончил Петроградский политехнический институт со званием «инженер-металлург».
В 1915—1916 годах работал начальником мартеновского цеха Алапаевского металлургического завода. В 1917—1918 годах работал на Таганрогском металлургическом заводе.
В 1918—1920 годах работал заместителем директора Александровского завода Олонецкого горного округа.
В 1920—1927 годах —— преподаватель, с 1927 года — профессор, с 1933 года — заведующий кафедрой металлургии стали Ленинградского политехнического института.
В 1926—1930 годах — старший инженер, в 1930—1932 годах — консультант Государственного института по проектированию металлургических заводов.
С 1932 года работал в Центральном институте металлов.
С 1939 года — член-корреспондент АН СССР.
Разработал проект типовой мартеновской печи и цеха. Проводил опытные мартеновские плавки на Ленинградских заводах на хромо-никелевом халиловском чугуне. Разработал и внедрил в практику активный кислый мартеновский процесс.
В 1941—1945 годах — заведующий кафедрой металлургии Уральского индустриального института. Член Технических советов Наркомата вооружений СССР и Наркомата чёрной металлургии СССР. Лауреат Сталинской премии в 1943 году.
С 1953 года — академик АН СССР, заведовал Ленинградской лабораторией Института металлургии АН СССР.
Разработал проект типовой мартеновской печи и цеха. Проводил опытные мартеновские плавки на Ленинградских заводах на хромо-никелевом халиловском чугуне. Разработал и внедрил в практику активный кислый мартеновский процесс. Разработал технологии производства легированной, в том числе и броневой, стали в большегрузных мартеновских печах Урала. Занимался организацией процессов производства стали от проектирования цехов и заводов до подробного теоретического изложения закономерностей процессов плавки стали.

## Награды и премии
- Орден Трудового Красного Знамени (10 июня 1945)
- Орден Ленина (5 ноября 1944) — за выдающиеся заслуги в деле подготовки специалистов для народного хозяйства и культурного строительства
- Сталинская премия II степени (22 марта 1943) — за многолетние выдающиеся работы в области науки и техники
- Орден Ленина
- Орден Красной Звезды

## Научные труды
- Металлургия стали. (Т. 1—3, 2 изд.) — Л.—М., 1933—34.